# Monstrous moonshine
El término monstrous moonshine describe una inesperada relación descubierta en los años 1970 entre las ramas de teoría de grupos y teoría de números. El término fue creado por J. H. Conway. En inglés, moonshine no se refiere sólo al brillo de la Luna, sino también, entre otras cosas, es un sinónimo de tonterías. Sin embargo, "moonshine" es una palabra del argot para el whisky destilado ilegalmente, y de hecho el nombre también se puede explicar bajo este punto de vista.

## Historia
En noviembre de 1978 el matemático John McKay escribió a John Thompson comentándole la posible existencia de una relación entre el coeficiente de grado uno de la función modular {\displaystyle j\,}, y el grado de la representación irreducible más pequeña del grupo monstruo.
En concreto, el primer valor es 196884 y el segundo es 196883. Éste le contestó que "estaba leyendo hojas de té". En aquel momento, Thompson se encontraba en Princeton junto con Bernd Fischer. Cuando ambos volvieron a Cambridge, los matemáticos Simon P. Norton y J. H. Conway se les unieron y encontraron más relaciones entre otros coeficientes de la función y otros grados de representaciones del monstruo.
En 1978, John McKay descubrió que los primeros términos de la expansión de Fourier de la invariante J normalizada (sucesión A014708 en OEIS),{\displaystyle J(\tau )={\frac {1}{q}}+196884{q}+21493760{q}^{2}+864299970{q}^{3}+20245856256{q}^{4}+\cdots }con {\displaystyle {q}=e^{2\pi i\tau }} y τ como la relación de semiperiodo podría expresarse en términos de combinaciones lineales de las dimensiones de las representaciones irreducible {\displaystyle r_{n}} del grupo monstruo M (sucesión A001379 en OEIS) con coeficientes pequeños no negativos. Sea {\displaystyle r_{n}} = 1, 196883, 21296876, 842609326, 18538750076, 19360062527, 293553734298, ... entonces,{\displaystyle {\begin{aligned}1&=r_{1}\\196884&=r_{1}+r_{2}\\21493760&=r_{1}+r_{2}+r_{3}\\864299970&=2r_{1}+2r_{2}+r_{3}+r_{4}\\20245856256&=3r_{1}+3r_{2}+r_{3}+2r_{4}+r_{5}=2r_{1}+3r_{2}+2r_{3}+r_{4}+r_{6}\\333202640600&=5r_{1}+5r_{2}+2r_{3}+3r_{4}+2r_{5}+r_{7}=4r_{1}+5r_{2}+3r_{3}+2r_{4}+r_{5}+r_{6}+r_{7}\\\end{aligned}}}

donde el LHS son los coeficientes de {\displaystyle j(\tau )} mientras que el RHS son las dimensiones {\displaystyle r_{n}} del grupo monstruo M. (Dado que puede haber varias relaciones lineales entre las dimensiones {\displaystyle r_{n}} tales como {\displaystyle r_{1}-r_{3}+r_{4}+r_{5}-r_{6}=0} la representación puede ser de más de una forma). McKay vio esto como una prueba de que existe una representación graduada infinitamente dimensional de M, cuya dimensión graduada viene dada por los coeficientes de J, y cuyas piezas de menor peso se descomponen en representaciones irreducibles como se ha indicado anteriormente. Después de informar a John G. Thompson de esta observación, Thompson sugirió que, dado que la dimensión graduada es simplemente la traza graduada del elemento identidad, las trazas graduadas de los elementos no triviales g de M en dicha representación también pueden ser interesantes.